# Gabriel Laviron
Gabriel Laviron, nato Gabriel-Joseph-Hippolyte, (Besançon, 22 luglio 1806 – Roma, 25 giugno 1849), è stato un pittore, critico d'arte, rivoluzionario e incisore francese, morto nella difesa della Repubblica Romana.

## Biografia
Gabriel-Joseph-Hippolyte era figlio di Hippolyte-Bon Laviron, un avvocato di Besançon, e di Marguerite Jannin. Era fratello dell'abate Aristide Laviron, canonico onorario di Bordeaux e cappellano del Collège Chaptal e di Paul-Émile Laviron, avvocato, uomo di lettere e militante fourierista.
Assieme al suo amico Jean Gigoux, Gabriel Lavlovant inizia a studiare la pittura all'Académie de Besançon, dove ha come maestro Charles-Antoine Flajelot, prima di seguire, dal 1828, i corsi dell'École nationale supérieure des beaux-arts di Parigi-Nel 1829 i due giovani artisti visitano la Normandia.

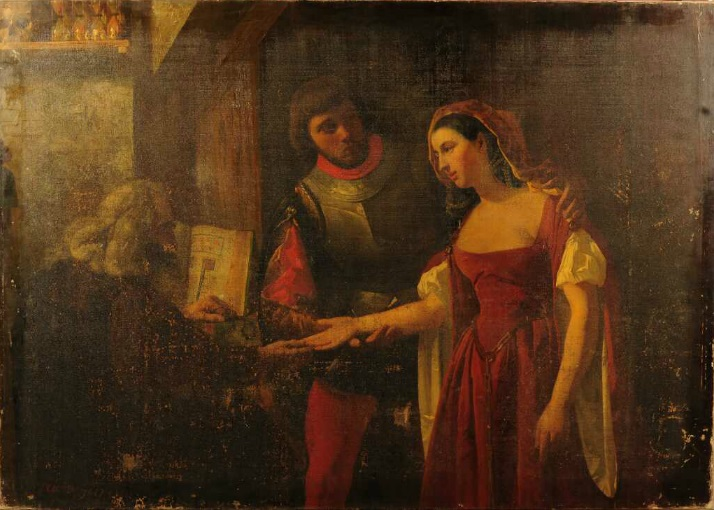
Jean Gigoux, L'Horoscope, 1834.

Laviron espose per la prima volta uno dei suoi dipinti al Salon del 1834, dove era anche presente il suo ritratto dipinto dal suo amico Gigoux. Questi espose anche L'Horoscope (o La Bonne aventure), una tela in cui Lavviron presta i suoi lineamenti al personaggio centrale, un soldato che guida una giovane donna verso una chiromante. AL Salon dell'anno precedente lo scultore Préault aveva esposto un busto in malta di Laviron.
Laviron è tuttavia è meno conosciuto come pittore che come critico d'arte. Oltre alle opere dedicate al Salon, scriva ne L'Artiste et La Liberté. Veterano delle Bataille d'Hernani, Laviron stringe amicizia con alcuni scrittori e in particolare con Gérard de Nerval, per il quale disegna la pianta di una piccola villa pompeiana.
A causa della sua vita da bohemienne è messo in prigione nel 1839 per due mesi a rue de Clichy. In prigione riceve la visita e il sostegno del critico Jules Janin.
Negli anni 1842-1848, abita in rue Hautefeuille, dove frequenta la brasserie Andler. Lì trova il gruppo della  « Bohême réaliste » che si riuniva in precedenza al café Momus e nel quale era stato introdotto dal suo amico e compatriota della Franca Contea Gustave Courbet.

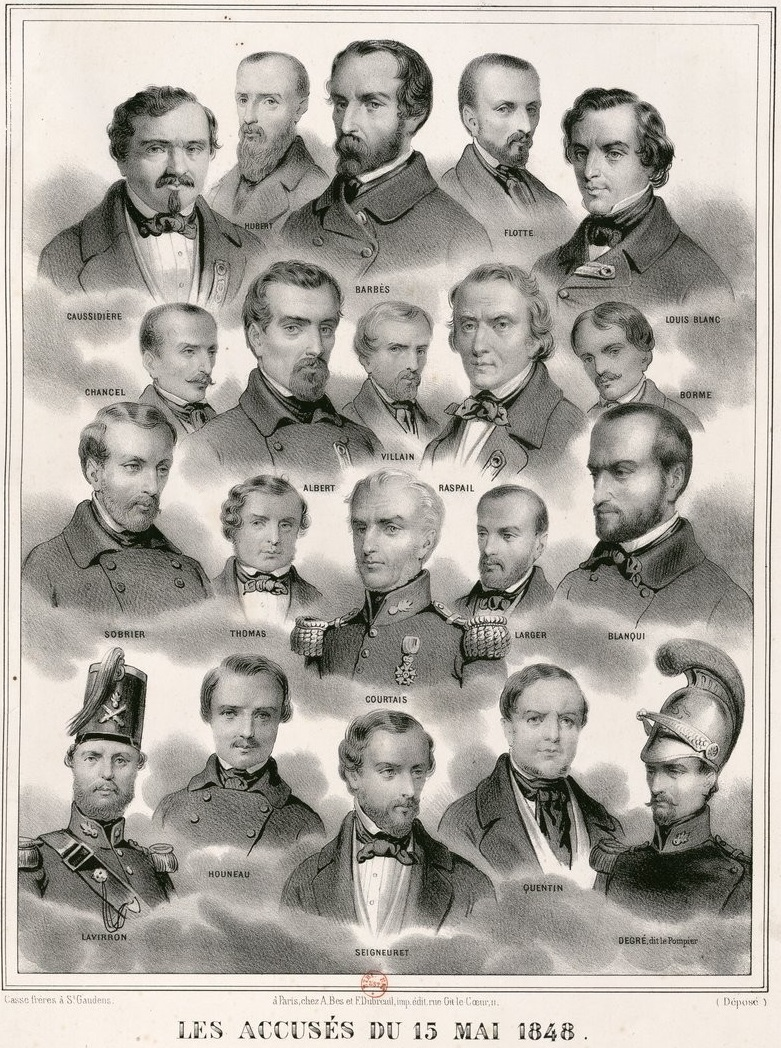
Litografia con gli accusati della accusés du 15 maggio 1848. Laviron è in basso, sulla sinistra, in uniforme della guardia nazionale.

Con l'influenza di Coubert Laviron assume convinzioni politiche repubblicane molto avanzate, vicine al socialismo. 
Queste si esprimono pienamente in occasione della rivoluzione francese del 1848. Gabriel Laviron non deve essere confuso - come fece Alphonse Lucas - con suo fratello Paul-Émile Laviron, che presiedeva allora il club dei letterati.  Gabriel Laviron, d'altra parte, apparteneva alla Société des droits de l'homme accanto a Barbès et Huber.
Poche è anche capitano d’artiglieria della guardia nazionale, veste l'uniforme di questo corpo ed è armato con la sciabola quano prende parte agli   avvenimenti rivoluzionari del 15 maggio 1848.
Fa parte della folla che invade l'Assemblée nationale sotto la guida di Albert, e si pone accanto al tavolo del presidente, Philippe Buchez, e avrebbe intimidito quest'iltomo per dissuaderlo dal fare evacuare l'aula prima della proclamazione di un nuovo governo rivoluzionario.
Poi si reca alla prefettura di polizia per fare un rendiconto degli avvenimenti a Caussidière Questi fatti valsero a Laviron l'accusa, oltre alla altre, di avere commesso un attentato contro il governo. In fuga, è condannato il 3 aprile 1849, in contumacia, alla deportazione dalla Haute Cour de justice de Bourges.
Si rifugia prima a Ginevra e poi a Roma, dove si unisce ai garibaldini che difendono la Repubblica Romana, assediata dalle truppe francesi dirette dal generale Oudinot.
Il 6 maggio pubblica un appello ai cittadini "stranieri" per la costituzione di una Legione straniera a difesa della Repubblica Romana.
Il 25 giugno 1849, durante un assalto francese al bastione situato tra Porta San Pancrazio e Porta Portese, Laviron è sui bastioni dove cade sotto le pallottole dei cacciatori francesi.
In occasione del 140º anniversario della Repubblica Romana, il Consiglio Comunale di Roma, con delibera n. 40 dell'8 febbraio 1989, dedica a Laviron un viale interno alla villa Doria Pamphilj nel quartiere Gianicolense.

## Opere

### Dipinti

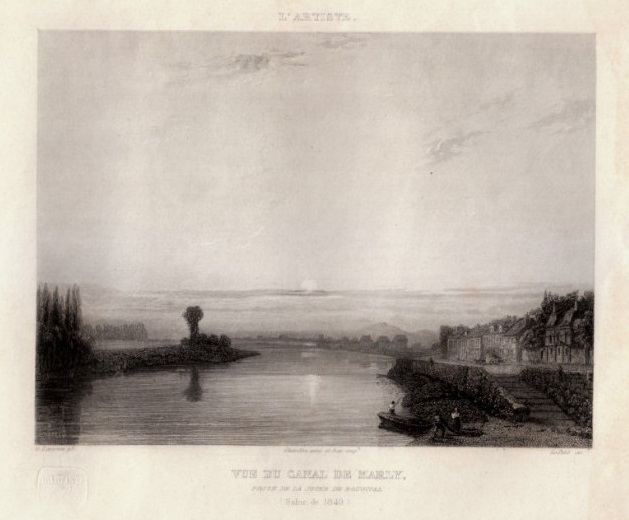
Lithographie d'après la Vue du canal de Marly (1840).

- Portrait de Mlle Elisa J. (Salon del 1834).
- Vue du canal de Marly, prise de la jetée de Bougival, soleil levant (Salon del 1840).
- Jésus chez Marthe et Marie (Salon del 1845 ; incarico del governo per la église Saint-Pierre de Meyrueis)[20].
- Tobie et l'ange se mettant en voyage, Chiesa di Saint-Nicolas-des-Champs, di Parigi.
- Saint Vincent de Paul (Salon de 1848 ; per una sala d'Aigre), non localizzato dopo 1850[21].

### Pubblicazioni
- (con Bruno Galbaccio) Le Salon de 1833, Paris, Ledoux, 1833, 12 pl.
- Le Salon de 1834, Paris, Janet, 1834.
- Le Salon de 1841, Paris, Levasseur, [1841].
- De l'architecture contemporaine et de la convenance de l'application du style gothique aux constructions religieuses du XIXe siècle, Paris, Amyot, 1846 (extrait de La Revue nouvelle, ottobre 1846).
- De l'avenir de l'architecture, coup d'œil sur l'histoire générale des beaux-arts, Paris, Amyot, 1847, 40 p.
- Adresse de tous les citoyens français résidant à Rome aux soldats de l'armée de Civitavecchia, Roma, maggio 1849.